# Kris Feddersen
Kris „Fuzz“ Feddersen (* 30. Oktober 1963 in Cincinnati, Ohio) ist ein ehemaliger US-amerikanischer Freestyle-Skier. Er startete anfangs in allen Disziplinen und spezialisierte sich schließlich auf Aerials (Springen). Im Weltcup feierte er zwei Siege.

## Biografie

### Sportliche Laufbahn
Kris Feddersen zog im Alter von zehn Jahren mit seiner Familie von Ohio nach Steamboat Springs, Colorado. 1976 schloss sich der interessierte Gymnast dem Great Western Freestyle Center an und begann mit Park Smalley zu trainieren. Sein wildes, lockiges Haar brachte ihm den Spitznamen „Fuzz“ (Wuschelkopf) ein. Mit 15 Jahren startete er auf der Rocky Mountain Region Freestyle Tour und wurde bald darauf in die US-Nationalmannschaft aufgenommen.
Kris Feddersen nahm im Dezember 1981 an den Internationalen Jugendmeisterschaften in Saas-Fee teil und belegte die Ränge acht und zehn auf der Buckelpiste und im Ballett. Am 13. Januar 1984 gab er in Stoneham sein Debüt im Freestyle-Skiing-Weltcup. Während ihm im Springen und in der Kombination mehrere Platzierungen unter den besten zehn glückten, blieb er in den anderen beiden Disziplinen meistens jenseits der Punkteränge. Im Gesamtweltcup erreichte er als Achter dennoch auf Anhieb sein Karrierehoch. Im folgenden Winter absolvierte er seine letzten beiden Weltcup-Starts auf der Buckelpiste und bestritt danach ausschließlich Springen. Sein erster Podestplatz gelang ihm am Ende jener Saison als Dritter am Oberjoch. Die Saison 1985/86 verpasste er verletzungsbedingt, kehrte im Jahr danach aber mit drei Podestplätzen zurück und gehörte erstmals zu den besten vier Aerials-Athleten der Welt. Nach einer Knieoperation konnte er dieses Niveau halten und kam nach zwei zweiten Plätzen als aussichtsreicher Medaillenkandidat zu den Olympischen Spielen von Calgary, wo Freestyle erstmals als Demonstrationssport auf dem Programm stand. Mit einem Triple-twisting triple wurde er gerade einmal 1,73 Punkte hinter Bronzemedaillengewinner Lloyd Langlois Vierter und erreichte damit sein bestes Karriereergebnis bei einem Großereignis.
Nachdem Feddersen eine weitere Saison verletzt verpasst hatte, folgten seine besten Jahre im Weltcup. Im Dezember 1990 feierte er in Piancavallo seinen ersten Weltcupsieg. Bei den darauffolgenden Weltmeisterschaften in Lake Placid wurde er Achter. 1991/92 schloss er die Aerials-Disziplinenwertung nach fünf Podestplätzen als Gesamtdritter ab und erreichte damit ein Karrierehoch. Im olympischen Demonstrationswettbewerb von Albertville wurde er Fünfter. In den kommenden Wintern hielt sich Feddersen dank zahlreicher Podiumsplatzierungen in der Weltspitze. Bei den Weltmeisterschaften in Altenmarkt-Zauchensee belegte er Platz neun, bei den Olympischen Spielen von Lillehammer wurde er Elfter. Im März 1994 gelang ihm im letzten WM-Austragungsort sein zweiter Weltcupsieg. Bei seinem letzten Großereignis, den Weltmeisterschaften von La Clusaz, verpasste er mit Rang 14 den Finaleinzug. Seine letzten beiden Weltcups bestritt der vierfache US-Meister im Januar 1997 in Breckenridge.

### Weitere Karriere
Nach dem Ende seiner aktiven Laufbahn gehörte Kris Feddersen kurz dem Aerials-Trainerstab der US-Nationalmannschaft an und feierte den Gewinn beider Goldmedaillen durch Eric Bergoust und Nikki Stone im Rahmen der Olympischen Winterspiele 1998 von Nagano. Gemeinsam mit seinem ehemaligen Teamkollegen Trace „The Ace“ Worthington gründete er das Unternehmen Flying Ace Productions, das innerhalb der USA Trampolin- und Luftakrobatikshows anbietet. Seit dem Rückzug Worthingtons als Co-Präsident 2009 ist Feddersen alleiniger CEO. Daneben trat er in Werbefilmen und Warren-Miller-Produktionen auf.
Feddersen zog nach seinem sportlichen Karriereende zunächst zurück nach Steamboat Springs, lebte dann in Denver und ließ sich schließlich am Firmensitz von Flying Ace Productions in Park City, Utah, nieder. 2013 wurde er mit der Aufnahme in die U.S. Ski and Snowboard Hall of Fame geehrt.

## Erfolge

### Olympische Spiele
- Calgary 1988: 4. Aerials (Demonstrationswettbewerb)
- Albertville 1992: 5. Aerials (Demonstrationswettbewerb)
- Lillehammer 1994: 11. Aerials

### Weltmeisterschaften
- Calgary 1988: 4. Aerials
- Lake Placid 1991: 8. Aerials
- Altenmarkt-Zauchensee 1993: 9. Aerials
- La Clusaz 1995: 14. Aerials

### Weltcupwertungen
| Saison  | Gesamt                              | Gesamt                              | Aerials                             | Aerials                             | Moguls                              | Moguls                              | Ballett                             | Ballett                             | Kombination                         | Kombination                         |
| Saison  | Platz                               | Punkte                              | Platz                               | Punkte                              | Platz                               | Punkte                              | Platz                               | Punkte                              | Platz                               | Punkte                              |
| ------- | ----------------------------------- | ----------------------------------- | ----------------------------------- | ----------------------------------- | ----------------------------------- | ----------------------------------- | ----------------------------------- | ----------------------------------- | ----------------------------------- | ----------------------------------- |
| 1984    | 8.                                  | 33                                  | 11.                                 | 105                                 | 24.                                 | 42                                  | 31.                                 | 17                                  | 8.                                  | 34                                  |
| 1984/85 | 30.                                 | 18                                  | 10.                                 | 89                                  | 35.                                 | 22                                  | –                                   | –                                   | –                                   | –                                   |
| 1985/86 | verletzungsbedingt keine Ergebnisse | verletzungsbedingt keine Ergebnisse | verletzungsbedingt keine Ergebnisse | verletzungsbedingt keine Ergebnisse | verletzungsbedingt keine Ergebnisse | verletzungsbedingt keine Ergebnisse | verletzungsbedingt keine Ergebnisse | verletzungsbedingt keine Ergebnisse | verletzungsbedingt keine Ergebnisse | verletzungsbedingt keine Ergebnisse |
| 1986/87 | 15.                                 | 22                                  | 4.                                  | 133                                 | –                                   | –                                   | –                                   | –                                   | –                                   | –                                   |
| 1987/88 | 17.                                 | 22                                  | 4.                                  | 153                                 | –                                   | –                                   | –                                   | –                                   | –                                   | –                                   |
| 1988/89 | verletzungsbedingt keine Ergebnisse | verletzungsbedingt keine Ergebnisse | verletzungsbedingt keine Ergebnisse | verletzungsbedingt keine Ergebnisse | verletzungsbedingt keine Ergebnisse | verletzungsbedingt keine Ergebnisse | verletzungsbedingt keine Ergebnisse | verletzungsbedingt keine Ergebnisse | verletzungsbedingt keine Ergebnisse | verletzungsbedingt keine Ergebnisse |
| 1989/90 | 17.                                 | 22                                  | 5.                                  | 129                                 | –                                   | –                                   | –                                   | –                                   | –                                   | –                                   |
| 1990/91 | 16.                                 | 22                                  | 4.                                  | 198                                 | –                                   | –                                   | –                                   | –                                   | –                                   | –                                   |
| 1991/92 | 14.                                 | 22                                  | 3.                                  | 180                                 | –                                   | –                                   | –                                   | –                                   | –                                   | –                                   |
| 1992/93 | 10.                                 | 87                                  | 4.                                  | 520                                 | –                                   | –                                   | –                                   | –                                   | –                                   | –                                   |
| 1993/94 | 18.                                 | 76                                  | 7.                                  | 612                                 | –                                   | –                                   | –                                   | –                                   | –                                   | –                                   |
| 1994/95 | 21.                                 | 77                                  | 5.                                  | 616                                 | –                                   | –                                   | –                                   | –                                   | –                                   | –                                   |
| 1995/96 | 29.                                 | 67                                  | 11.                                 | 600                                 | –                                   | –                                   | –                                   | –                                   | –                                   | –                                   |
| 1996/97 | 98.                                 | 12                                  | 38.                                 | 92                                  | –                                   | –                                   | –                                   | –                                   | –                                   | –                                   |

### Weltcupsiege
Feddersen errang im Weltcup 28 Podestplätze, davon 2 Siege:
| Datum             | Ort                   | Land       | Disziplin |
| ----------------- | --------------------- | ---------- | --------- |
| 21. Dezember 1990 | Piancavallo           | Italien    | Aerials   |
| 5. März 1994      | Altenmarkt-Zauchensee | Österreich | Aerials   |

### Weitere Erfolge
- 4 US-amerikanische Meistertitel (u. a. Aerials 1992)

## Auszeichnungen
- 1984, 1985, 1987, 1988, 1991 und 1992: The Meeker Award[6]
- 2013: Aufnahme in die U.S. Ski and Snowboard Hall of Fame